# Australimyza kaikoura
Australimyza kaikoura är en tvåvingeart som beskrevs av Brake och Wayne N. Mathis 2007. Australimyza kaikoura ingår i släktet Australimyza och familjen Australimyzidae. Inga underarter finns listade i Catalogue of Life.